# Laforina
Laforina é um fosfatase, com um domínio de ligação a carboidratos, que em humanos é codificada pelo gene EPM2A. Ele é mutado em pacientes com doença de Lafora. Ele contém um domínio fosfatase de especificidade dupla (DSP) e um subtipo de módulo de ligação a carboidratos 20 (CBM20). Laforina regula a autofagia através do alvo mamífero da rapamicina, que é comprometida na doença de Lafora.